# Jay Donnelly
Jay Donnelly (ur. 10 kwietnia 1995) – północnoirlandzki piłkarz, napastnik, występujący w klubie Cliftonville F.C.